# Pfarrkirche Radsberg

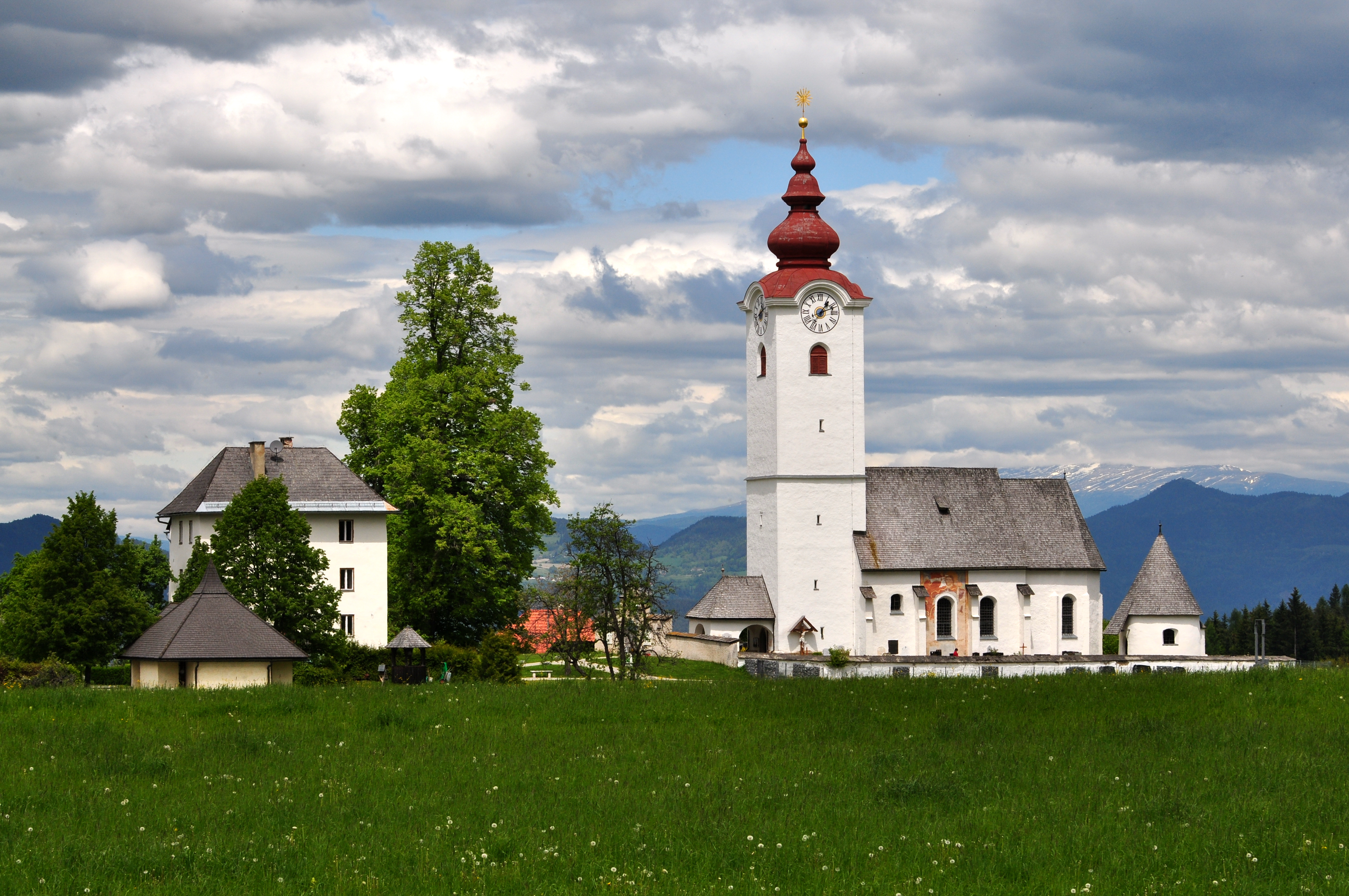
Katholische Pfarrkirche hl. Lambert in Radsberg

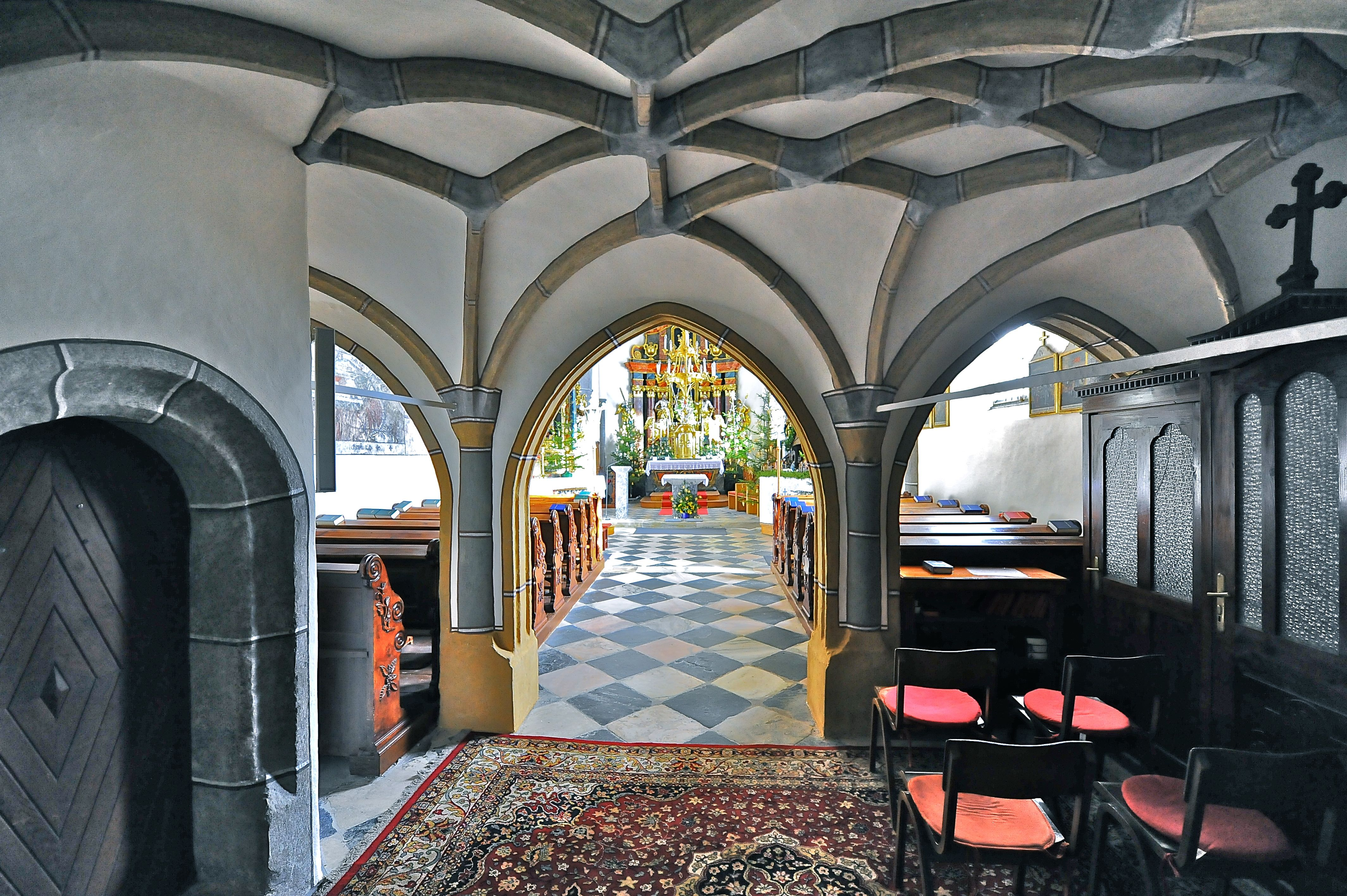
Langhaus, Blick zum Chor

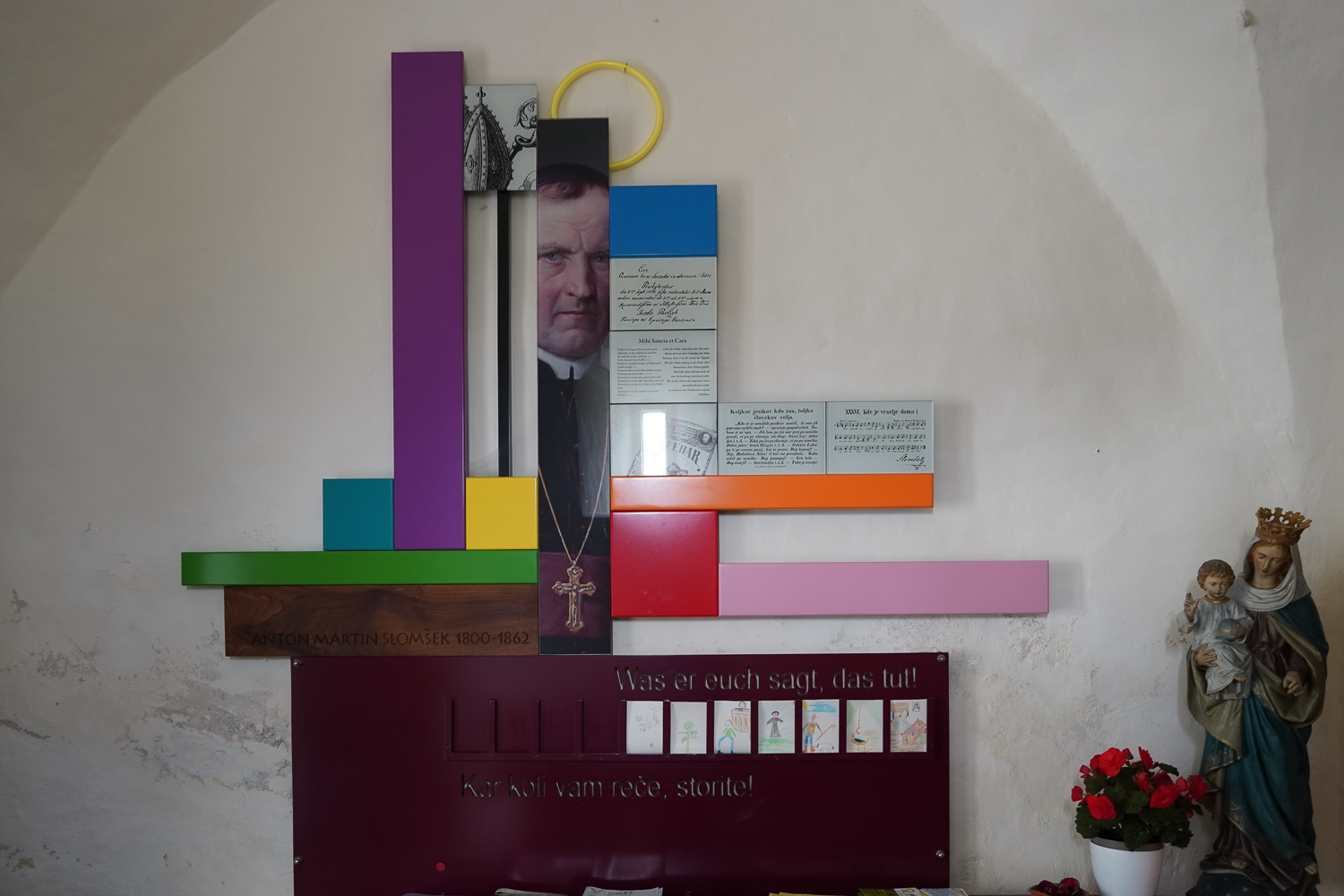
Gedächtnisnische zu Anton Martin Slomšek (1800–1862)

Die römisch-katholische Pfarrkirche Radsberg steht mit einem Friedhof und Karner in der Ortschaft Radsberg in der Marktgemeinde Ebenthal in Kärnten im Bezirk Klagenfurt-Land in Kärnten. Die dem Patrozinium des Heiligen Lambert von Lüttich unterstellte Kirche gehört zum Dekanat Tainach/Tinje in der Diözese Gurk-Klagenfurt. Die Kirche steht unter Denkmalschutz (Listeneintrag).

## Geschichte
Ursprünglich wohl eine Eigenkirche der Eppensteiner. Urkundlich wurde 1216 die Kirche als Kapitelpfarre der Propstei Maria Saal genannt.
1957 war eine Innenrestaurierung.

## Architektur
Der spätgotische Kirchenbau aus dem Anfang des 16. Jahrhunderts hat wohl romanische Mauerreste in der Nordwand. Der beherrschende Westturm aus 1557 hat Schießscharten, nach einem Brand 1955 wurde der Zwiebelhelm erneuert. Südlich am Langhaus gibt es zweistufige Strebepfeiler. Der leicht eingezogene Chor mit einem Fünfachtelschluss zeigt außen übereck gestellte einfache Mauerstreben. Die nördlich am Langhaus und Chor angebaute Sakristei hat in der Ostwand Reste von Maßwerk vermauert. Die später westlich angebaute offene Vorhalle vor dem Westturm schützt ein profiliertes gotisches Spitzbogenportal mit einer Bemalung aus 1886.
An der Südwand der Kirche befindet sich ein gotisches Bild hl. Christophorus, teils zerstört durch einen Fensterausbruch im 18. Jahrhundert. An der Nordwand befindet sich ein Bild hl. Christophorus aus 1948.
Das Kircheninnere zeigt eine Turmvorhalle unter einem Kreuzgratgewölbe. Das dreijochige Langhaus hat ein spätgotisches Parallelrippengewölbe mit sich kreuzenden Rippenanläufen auf Runddiensten. Die spätgotische netzrippenunterwölbte Orgelempore steht auf zwei Trennungspfeilern und drei spitzbogigen Scheidbögen. Der hohe Triumphbogen ist spitzbogig. Der zweijochige Chor hat ein Tonnengewölbe mit Stichkappen auf Runddiensten und Konsolen, die spätgotischen Rippen wurden abgeschlagen. Die eisenbeschlagene Tür zur Sakristei zeigt eine Madonna mit Kind und Johannes der Täufer aus dem 18. Jahrhundert.
Die Nordwand der Kirche zeigt ein volkstümliches Fresko Weltgericht aus der zweiten Hälfte des 16. Jahrhunderts, 1900 freigelegt, eine Mutter-Kind-Darstellung im rechten Seitenfeld mit symbolisierten Schlangen für die Versuchungen des Menschengeschlechts seit der Erbsünde, ein Lorbeerkranz mit dem Kreuz auf dem Kopf einer Frau deutet Erlösung und Sieg durch die Taufe an.

## Einrichtung
Der Hochaltar aus dem Ende des 18. Jahrhunderts trägt die Figuren der Heiligen Lambert und Michael, Peter und Paul und Florian, im Aufsatz Barbara.
Der einfache Taufstein ist spätgotisch.

## Grabdenkmäler
Außen
- Südseitig ein Grabstein 1691.

## Karner
Der dem hl. Michael geweihte Karner steht südöstlich der Kirche. Der gotische Rundbau trägt ein geschindeltes Kegeldach. Das Karnerinnere zeigt eine kleine halbkreisförmige Apsis, die flache Decke ist aus Holz.